# Prionovolva
Genre
Synonymes
- Labiovolva Cate, 1973[1]

Prionovolva est un genre de mollusques gastéropodes de la famille des Ovulidae. L'espèce-type est Prionovolva brevis. 

## Liste d'espèces
Selon World Register of Marine Species (30 septembre 2017) :
- Prionovolva brevis (G. B. Sowerby I, 1828)
- Prionovolva choshiensis (Cate, 1973)
- Prionovolva freemani Liltved & Millard, 1994
- Prionovolva melonis Rosenberg, 2010